# 스모중계
스모중계(大相撲中継)는 일본의 공영 방송사인 NHK에서 방송 중인 스포츠 중계 프로그램이다.

## 역사
- 1928년 1월 12일 라디오 방송 개시
- 1953년 7월 텔레비전 방송 개시
- 2011년 3월 일본 스모 승부조작 사건 관계로 대회 전면 중단
- 2011년 5월 대회 전면 재개
- 2020년 3월 코로나19 범유행 여파로 무관중 진행
- 2020년 5월 코로나바이러스감염증-19 확산 관계로 대회 전면 중단
- 2020년 7월 대회 전면 재개

## 방송 시간
- TV : NHK 종합 TV, NHK BS1, NHK 월드 프리미엄
- 라디오 : NHK 라디오 제1방송

## 같이 보기
- 스모
- 일본스모협회
- 일본방송협회